# Gravitation Ex
Gravitation Ex (jap. グラビテーションEX, Gurabitēshon ekkusu) ist die Fortsetzung des japanischen Mangas Gravitation von Maki Murakami. Sie lässt sich dem Genre Boys Love zuordnen.

## Handlung
Shuichi und Yuki sind gerade in den USA gelandet und wollen Yuki Kitazawas Grab besuchen, als Kitazawas Schwester Yoshiki auftaucht und einen kleinen Jungen namens Riku dabei hat. Das Kind ist der Sohn Kitazawas. Shuichi und Yuki kehren kurz darauf mitsamt Riku nach Japan zurück. Wegen des Kindes brodelt bald die Gerüchteküche in Japan. Zudem gesteht Ryuichi Sakuma Shuichi plötzlich, dass er ihn liebt.

## Veröffentlichungen
Gravitation Ex erschien in Japan zunächst online als Webmanga, dann seit Dezember 2004 monatlich in Einzelkapiteln im Internet-Manga-Magazin Genzo, für das unter anderem auch Hitoshi Tomizawa arbeitete. Der Gentōsha-Verlag brachte ab 24. Januar 2007 eine Zusammenfassung ISBN 978-4-344-80926-0 der ersten Kapitel in zwei Tankōbon heraus. Der Manga wurde jedoch bisher nicht abgeschlossen und zwischenzeitlich eingestellt. Ob der Manga noch weiter fortgeführt wird, ist offen.
Der Manga wurde unter anderem in Deutschland und den USA veröffentlicht. Auf Deutsch erscheint Gravitation Ex seit März 2007 in bisher zwei Bänden bei Tokyopop.